# Бебе Лили
Бебе́ Лили́ (фр. Bébé Lilly) — французская виртуальная анимированная певица, годовалая девочка по имени Лили́.

## Дискография

### Альбомы
| Год  | Название                      | Чарты | Чарты | Чарты | Сертификация (FR) |
| Год  | Название                      | FR    | AT    | PT    | Сертификация (FR) |
| ---- | ----------------------------- | ----- | ----- | ----- | ----------------- |
| 2006 | Mon Monde à moi 1             | 32    | 12    | 2     |                   |
| 2007 | Les Vacances de Bébé Lilly    | 57    | —     | —     |                   |
| 2007 | Mon Tour du monde à moi       | 59    | —     | —     |                   |
| 2008 | Les Aventures de Bébé Lilly 2 | 34    | —     | 14    |                   |
| 2008 | Mon Monde à moi (2 CD)        | 195   | —     | —     |                   |

1 Также был издан под титулами Este e o meu mundo (в Португалии), Il mio mondo (в Италии) и Meine Welt (в Австрии).

2 Также был издан под титулами Super Bébé (в Португалии), A világ körü и Dookoła świata.

### Синглы
| Год  | Название                  | Чарты | Чарты | Чарты | Чарты | Чарты | Чарты | Сертификация (FR) |
| Год  | Название                  | FR    | CH    | DE    | PT    | IT    | AT    | Сертификация (FR) |
| ---- | ------------------------- | ----- | ----- | ----- | ----- | ----- | ----- | ----------------- |
| 2006 | «Allô Papy» 1             | 5     | —     | 34    | —     | 17    | 8     | Серебряный диск   |
| 2006 | «Les Bêtises»             | 8     | 90    | —     | 3     | —     | —     |                   |
| 2006 | «La Jungle des animaux» 2 | 4     | —     | —     | 35    | 4     | —     | Серебряный диск   |
| 2006 | «Petit papa Noël»         | 5     | 41    | —     | —     | —     | —     |                   |
| 2007 | «Les Cow-boys»            | 6     | 80    | —     | —     | —     | —     |                   |
| 2007 | «Mon Megamix à moi»       | 5     | —     | —     | —     | —     | —     |                   |
| 2007 | «Les Pirates»             | 10    | —     | —     | —     | —     | —     |                   |
| 2007 | «1000 et une nuits»       | 12    | —     | —     | —     | —     | —     |                   |
| 2008 | «Dans l’espace»           | 7     | —     | —     | —     | —     | —     |                   |
| 2008 | «La Changa»               | 8     | —     | —     | —     | —     | —     |                   |
| 2008 | «Viens avec moi»          | 15    | —     | —     | —     | —     | —     |                   |
| 2008 | «Le super mégamix»        | 8     | —     | —     | —     | —     | —     |                   |
| 2009 | «Même pas peur»           | 10    | —     | —     | —     | —     | —     |                   |
| 2009 | «Les jeux vidéos»         | 19    | —     | —     | —     | —     | —     |                   |
| 2009 | «Les fantômes»            | 20    | —     | —     | —     | —     | —     |                   |
| 2009 | «Petit Papa Noël (2009)»  | 9     | —     | —     | —     | —     | —     |                   |
| 2009 | «Le mégamix 2010»         | 13    | —     | —     | —     | —     | —     |                   |

1 Также издан под титулами «Hallo Papi» (в Португалии) и «Ciao Papi» (в Италии).

2 Также издан под титулом «La giungla degli animali» (в Италии).

### DVD
| Год  | Название                      | Chart | Chart | Сертификация (FR) |
| Год  | Название                      | FR    | PT    | Сертификация (FR) |
| ---- | ----------------------------- | ----- | ----- | ----------------- |
| 2006 | Mon Monde à moi 1             | ?     | 1     | —                 |
| 2007 | Les Aventures de Bébé Lilly 2 | ?     | 1     | —                 |

1 Также издан под титулом O meu (в Португалии).

2 Также издан под титулом O meu das ferias (в Португалии).

- Karaoke Z Bébé Lilly был сертифицирован золотым и достиг 21 места в Польше[31].